# Elchovo (distrikt)
Elchovo (bulgariska: Елхово) är ett distrikt i Bulgarien.   Det ligger i kommunen obsjtina Nikolaevo och regionen Stara Zagora, i den centrala delen av landet, 180 km öster om huvudstaden Sofia.
Trakten runt Elchovo består till största delen av jordbruksmark. Runt Elchovo är det ganska tätbefolkat, med 70 invånare per kvadratkilometer.